# مطار ريوس
مطار ريوس (إياتا: REU, إيكاو: LERS) (المعروف باسم برشلونة ريوس أو برشلونة الجنوبية) يقع بجوار شواطئ كوستا داورادا، على مسافة متساوية من بلدة كونستانتي ومدينة ريوس وعلى بعد حوالي 8 كم من وسط مدينة تاراغونا، في كاتالونيا، إسبانيا. يستقبل المطار كمية كبيرة من حركة السياحة من المسافرين المتجهين إلى المنتجعات الشاطئية في سالو وكامبريلس وكذلك إلى وسط برشلونة، الذي يقع على بعد حوالي 88 كم إلى الشمال الشرقي. كما أنه قريب من أحد أكبر المنتجعات الترفيهية في أوروبا، بورت أفينتورا وورلد، وجبال براديس، وهي غابة متوسطية في كوماركا بايكس كامب.

## تاريخ

### السنوات الأولى
تأسس المطار عام 1935 بواسطة نادي الطيران في ريوس. وكان بمثابة قاعدة جمهورية خلال الحرب الأهلية الإسبانية وبعد انتصار القوميين كان بمثابة قاعدة للقوات الجوية الإسبانية. تم نزع السلاح من القاعدة في أواخر التسعينيات وأصبحت مطارًا مدنيًا بالكامل تديره سلطة المطارات الإسبانية.

### التطوير منذ العقد الأول من القرن الحادي والعشرين
كان المطار قاعدة لشركة رايان إير منذ أكتوبر 2008، على الرغم من أن رايان إير قلصت عدد الرحلات والوجهات من ريوس بمقدار كبير لموسم الشتاء 2009-2010. كان هذا التخفيض مؤقتًا فقط لأشهر الشتاء، واستؤنف برنامج الرحلات الكامل في أواخر مارس 2010.
في 29 يونيو 2011، أعلنت رايان إير أن قاعدتها ستغلق في 30 أكتوبر مع خسارة 28 مسارًا بعد الفشل في التوصل إلى اتفاق مع الحكومة المحلية. استأنفت شركة رايان إير بعض رحلاتها في مارس 2012، ولكن يتم تشغيلها بواسطة طائرات غير متمركزة في ريوس.

## مبنى المطار
من أجل تكييف مطار ريوس مع الطلب المستقبلي على حركة المرور الجوي، نفذت شركة المطارات الاسبانية سلسلة من التحسينات ووسعت مرافق المطار. وتشمل هذه التحسينات مبنى تسجيل المسافرين، ودمج المباني الثلاثة في مبنى واحد. كما تم إعادة تصميم مبنى المغادرة لاستخدامه كمنطقة صعود. كان مبنى المغادرة يحتوي على 23 مكتب تسجيل وصول و12 بوابة صعود موزعة على غرفتين، ولكن في عام 2023، تمت إزالة 3 بوابات بسبب صغر حجم المبنى وعدم كفاءة إظهار جوازات السفر عند البوابات. يوجد حاليًا 9 بوابات: البوابات من 1 إلى 3 مخصصة لرحلات شنغن، والبوابات من 4 إلى 9 مخصصة لوجهات غير شنغن - على الرغم من أنه في بعض الأحيان يتم تحويل الغرفتين إلى غرفة واحدة مع رحلات شنغن المغادرة من بوابات أخرى. قبل الدخول إلى صالة المغادرة للبوابات من 4 إلى 9، يتعين على الركاب المرور عبر مراقبة جوازات السفر على عكس البوابات من 1 إلى 3. تحتوي المنطقة العامة ومنطقة الركاب فقط على خدمات الكافيتريا والمطاعم ومتاجر السوق الحرة لكل من البوابات من 1 إلى 3 ومن 4 إلى 9. بالنسبة للصالة ذات البوابات من 4 إلى 9، تم ترقية متجر السوق الحرة بشكل كبير في عام 2024، حيث أصبح لديه الآن مدخلين.

## شركات الطيران والوجهات
قائمة شركات الطيران التي تقدم رحلات جوية منتظمة أو موسمية من مطار ريوس:
| شركات الطيران   | الوجهات |
| --------------- | --- |
| إير نوستروم     | رحلات موسمية: بورتو |
| إيزي جيت        | بلفاست - دولي (ابتداءا من 5 يونيو 2025)، جلاسكو (ابتداءا من 2 يونيو 2025)، لندن - لوتون، لندن - ساوثيند (ابتداءا من 1 أبريل 2025)، مانشستر |
| ايبيريا         | رحلات موسمية: بالما دي مايوركا |
| Jet2.com        | رحلات موسمية: بلفاست - الدولي، برمنغهام، بورنموث (ابتداءا من 28 يوليو 2026)، بريستول، إيست ميدلاندز، إدنبرة، غلاسكو، ليدز/برادفورد، ليفربول (ابتداءا من 4 مايو 2025)، لندن - لوتون (ابتداءا من 5 مايو 2025)، لندن - ستانستيد، مانشستر، نيوكاسل أبون تاين |
| ريان إير        | رحلات موسمية: برمنغهام، شارلروا، كورك، دبلن، إيست ميدلاندز، آيندهوفن، ليدز/برادفورد، ليفربول، لندن-ستانستيد، مانشستر، شانون، فيز |
| Smartwings      | رحلات موسمية: براغ |
| توي فلاي        | رحلات موسمية: أبردين، بلفاست-المطار الدولي، برمنغهام، بريستول، كارديف، كورك، دبلن، غلاسكو، لندن-جاتويك، مانشستر، نيوكاسل أبون تاين، شانون |
| توي فلاي بلجيكا | رحلات موسمية: بروكسل |
| فيولينغ         | رحلات موسمية: باريس أورلي |

## احصائيات

### أكثر الرحلات الجوية رواجاً
| الرقم                                  | الوجهات       | عدد المسافرين | التغيير 2021/22 |
| -------------------------------------- | ------------- | ------------- | --------------- |
| 1                                      | دبلن          | 175,577       | 11%             |
| 2                                      | مانشستر       | 109,372       | 9%              |
| 3                                      | لندن ستانستد  | 94,686        | 59%             |
| 4                                      | برنمغهام      | 67,875        | 9%              |
| 5                                      | كورك          | 61,129        | 28%             |
| 6                                      | آيندهوفن      | 50,712        | 7%              |
| 7                                      | كلاسكو        | 50,555        | 5%              |
| 8                                      | شانون         | 44,227        | 60%             |
| 9                                      | نيو كاسل      | 43,308        | 1%              |
| 10                                     | شارلروا       | 42,579        | 40%             |
| 11                                     | بلفاست        | 40,537        | 0%              |
| 12                                     | ايست ميدلاند  | 39,877        | 17%             |
| 13                                     | لييد برادفورد | 38,853        | 20%             |
| 14                                     | برستول        | 33,890        | 19%             |
| 15                                     | ليفربول       | 30,791        | 63%             |
| 16                                     | لندن غاتويك   | 24,367        | 10%             |
| 17                                     | ويزي          | 21,204        | خط جوي جديد     |
| 18                                     | باريس أورلي   | 19,684        | خط جوي جديد     |
| 19                                     | اندبرة        | 14,553        | 19%             |
| 20                                     | بروكسل        | 10,738        | 1%              |
| المصدر: وكالة تهيئة المطارات الاسبانية |               |               |                 |

## الوصول للمطار
يمكن الوصول لمطار ريوس عبر حافلات الخط رقم 50 وهو خط يغطي الطريق بين المطار ووسط مدينة ريوس (بلازا دو لاليبيرتا). يتوقف الخط عند محطة قطار رينفي ومحطة الحافلات، وأماكن أخرى.